# Naked Baby Photos
Naked Baby Photos är ett samlingsalbum av den amerikanska pianorockgruppen Ben Folds Five, släppt den 13 januari 1998.
Albumet består av outtakes från inspelningarna av gruppens två första studioalbum och dessutom liveframträdanden och en demo. Några av låtarna hade inte getts ut tidigare medan andra var B-sidor på tidigare singlar.
"Twin Falls" är en cover, ursprungligen gjord av Built to Spill.

## Låtlista
Alla låtar är skrivna och komponerade av Ben Folds förutom där annat anmärkts. 
| Nr           | Titel                                                           | Kompositör                              | Längd |
| ------------ | --------------------------------------------------------------- | --------------------------------------- | ----- |
| 1.           | Eddie Walker                                                    |                                         | 3:20  |
| 2.           | Jackson Cannery (Original 7" Version)                           |                                         | 4:01  |
| 3.           | Emaline                                                         |                                         | 3:23  |
| 4.           | Alice Childress (Live on KCRW, Los Angeles 10/16/95)            | Ben Folds, Anna Goodman                 | 4:21  |
| 5.           | Dick Holster                                                    |                                         | 0:28  |
| 6.           | Tom & Mary                                                      |                                         | 2:35  |
| 7.           | For Those of Ya'll Who Wear Fannie Packs                        | Ben Folds, Darren Jessee, Robert Sledge | 6:06  |
| 8.           | Bad Idea (Original Demo Version)                                | Ben Folds, Darren Jessee, Robert Sledge | 2:07  |
| 9.           | Underground (Live at Ziggy's, Winston-Salem, NC 8/12/95)        |                                         | 4:43  |
| 10.          | The Ultimate Sacrifice (Live at Lupo's, Providence, RI 5/28/97) | Ben Folds, Darren Jessee, Robert Sledge | 3:28  |
| 11.          | Satan Is My Master (Live at Ziggy's, Winston-Salem, NC 8/12/95) | Ben Folds, Darren Jessee, Robert Sledge | 1:33  |
| 12.          | Julianne (Live at LA2, London 11/26/96)                         |                                         | 2:35  |
| 13.          | Song for the Dumped (Live at LA2, London 11/26/96)              | Ben Folds, Darren Jessee                | 4:42  |
| 14.          | Philosophy (Live at De Melkweg, Amsterdam 3/18/97)              |                                         | 4:52  |
| 15.          | Twin Falls (Live at Club Quattro, Tokyo 2/26/96)                | Doug Martsch                            | 2:25  |
| 16.          | Boxing (Live at Club Quattro, Tokyo 2/26/96)                    |                                         | 4:38  |
| Total längd: | Total längd:                                                    | Total längd:                            | 55:17 |

## Medverkande

### Ben Folds Five
- Ben Folds – Piano, sång
- Robert Sledge – Elbas, bakgrundssång
- Darren Jessee – Trummor, bakgrundssång

## Listplaceringar
- Japan – 62[1]
- Storbritannien – 65[3]
- USA – 94[4]